# Lingue hmong
Le lingue hmong sono un ramo delle lingue hmong-mien parlate in Cina.

## Distribuzione geografica
Secondo l'edizione 2009 di Ethnologue, le lingue hmong sono parlate complessivamente da circa 7 milioni di persone, stanziate principalmente in Cina.
In Birmania si trovano 10.000 locutori della lingua hmong njua.
Nel Laos sono diffuse la lingua hmong daw e la lingua hmong njua, parlate da 270.000 persone.
In Thailandia si parlano la lingua hmong daw e la lingua hmong njua, che assieme contano circa 90.000 locutori.
In Vietnam sono attestate la lingua hmong daw, la lingua hmong dô, la lingua hmong don, la lingua hmong njua e la lingua hmong shua.

## Classificazione
La composizione della famiglia hmong varia a seconda delle fonti. Per Ethnologue (2009) è composta da 32 idiomi, ma solo 25 di questi sono ricompresi sotto il codice collettivo ISO 639-2 e ISO 639-3 hmn.
Secondo Ethnologue, la famiglia delle lingue hmong (Hmongic) è composta da 32 idiomi suddivisi nel modo seguente:
- Lingue bunu (4)
  - Lingua bu-nao bunu [codice ISO 639-3 bwx]
  - Lingua jiongnai bunu [pnu]
  - Lingua wunai bunu [bwn]
  - Lingua younuo bunu [buh]
- Lingue chuanqiandian (22) 
  - Lingua chuanqiandian cluster miao [cqd]
  - Lingua ge o gejia [hmj]
  - Lingua guiyang hmong meridionale o guiyang miao meridionale [hmy]
  - Lingua guiyang hmong settentrionale o guiyang miao settentrionale [huj]
  - Lingua guiyang hmong sudoccidentale o guiyang miao sudoccidentale [hmg]
  - Lingua hmong daw o miao bianco [mww]
  - Lingua hmong dô [hmv]
  - Lingua hmong don [hmf]
  - Lingua hmong njua, detta anche mong leng o mong njua [hnj]
  - Lingua hmong shua o miao sinizzato [hmz]
  - Lingua horned miao [hrm]
  - Lingua huishui hmong centrale o huishui miao centrale [hmc]
  - Lingua huishui hmong orientale o huishui miao orientale [hme]
  - Lingua huishui hmong settentrionale o huishui miao settentrionale [hmi]
  - Lingua huishui hmong sudoccidentale o huishui miao sudoccidentale [hmh]
  - Lingua large flowery miao, detta anche a-hmao o da-hua miao [hmd]
  - Lingua luopohe hmong o luopohe miao [hml]
  - Lingua mashan hmong centrale o mashan miao centrale [hmm]
  - Lingua mashan hmong meridionale o mashan miao meridionale [hma]
  - Lingua mashan hmong occidentale o mashan miao occidentale [hmw]
  - Lingua mashan hmong settentrionale o mashan miao settentrionale [hmp]
  - Lingua small flowery miao [sfm]
- Lingua pa-hng [pha]
- Lingue qiandongg(3) 
  - Lingua qiandong miao orientale [hmq]
  - Lingua qiandong miao settentrionale [hea]
  - Lingua qiandong miao meridionale [hms]
- Lingue xiangxi (2) 
  - Lingua xiangxi miao orientale [muq]
  - Lingua xiangxi miao occidentale [mmr]

Per lo standard ISO 639, invece, sotto il nome Hmong o Mong (codice ISO 639-2 e ISO 639-3 hmn) sono compresi i seguenti idiomi:
- Lingua chuanqiandian cluster miao [cqd]
- Lingua ge [hmj]
- Lingua guiyang hmong meridionale [hmy]
- Lingua guiyang hmong settentrionale [huj]
- Lingua guiyang hmong sudoccidentale [hmg]
- Lingua hmong daw [mww]
- Lingua hmong njua [hnj]
- Lingua hmong shua [hmz]
- Lingua horned miao [hrm]
- Lingua huishui hmong centrale [hmc]
- Lingua huishui hmong orientale [hme]
- Lingua huishui hmong settentrionale [hmi]
- Lingua huishui hmong sudoccidentale [hmh]
- Lingua large flowery miao [hmd]
- Lingua luopohe hmong [hml]
- Lingua mashan hmong centrale [hmm]
- Lingua mashan hmong meridionale [hma]
- Lingua mashan hmong occidentale [hmw]
- Lingua mashan hmong settentrionale [hmp]
- Lingua qiandong miao meridionale [hms]
- Lingua qiandong miao orientale [hmq]
- Lingua qiandong miao settentrionale [hea]
- Lingua small flowery miao [sfm]
- Lingua xiangxi miao occidentale [mmr]
- Lingua xiangxi miao orientale [muq]